# Форт Ейзенхауер
Форт Ейзенха́уер (англ. Fort Eisenhower) — одна з військових баз армії США, яка розташована південно-західніше міста Огаста в окрузі Річмонд штату Джорджія. До 2023 року база була відома як Форт Гордон (англ. Fort Gordon) і Кемп Гордон, і заснована у жовтні 1941 року. Станом на 2024 рік на території бази розташовані Корпус зв'язку армії США, Кіберкомандування армії США та Кіберцентр передового досвіду, а також криптологічний центр Агентства національної безпеки/Центральної служби безпеки Джорджії. Форт названо на честь Дуайта Ейзенхауера, 34-го президента США (1953—1961), одного з головних американських воєначальників Другої світової війни, головнокомандувача сил Антигітлерівської коаліції в Європі, генерала армії. До січня 2023 року військова база мала ім'я генерал-майора Конфедерації Джона Брауна Гордона часів Громадянської війни в США.
Однією з основних функцій військової бази є поглиблена індивідуальна підготовка за військово-професійними спеціальностями військ зв'язку.

## Формування, що базуються у Форт Ейзенхауер

### Армія США
- Кіберкомандування армії США
- 116-та бригада військової розвідки
- 513-та бригада військової розвідки
- 780-та бригада військової розвідки
- 15-та бригада зв'язку
- 35-та бригада зв'язку
- Медичний центр армії США імені Дуайта Д. Ейзенхауера

### Інші відомства
- Агентство національної безпеки
  - Центральна служба безпеки
- Командування мережевих війн ВМС США
- Розвідка корпусу морської піхоти

## Галерея

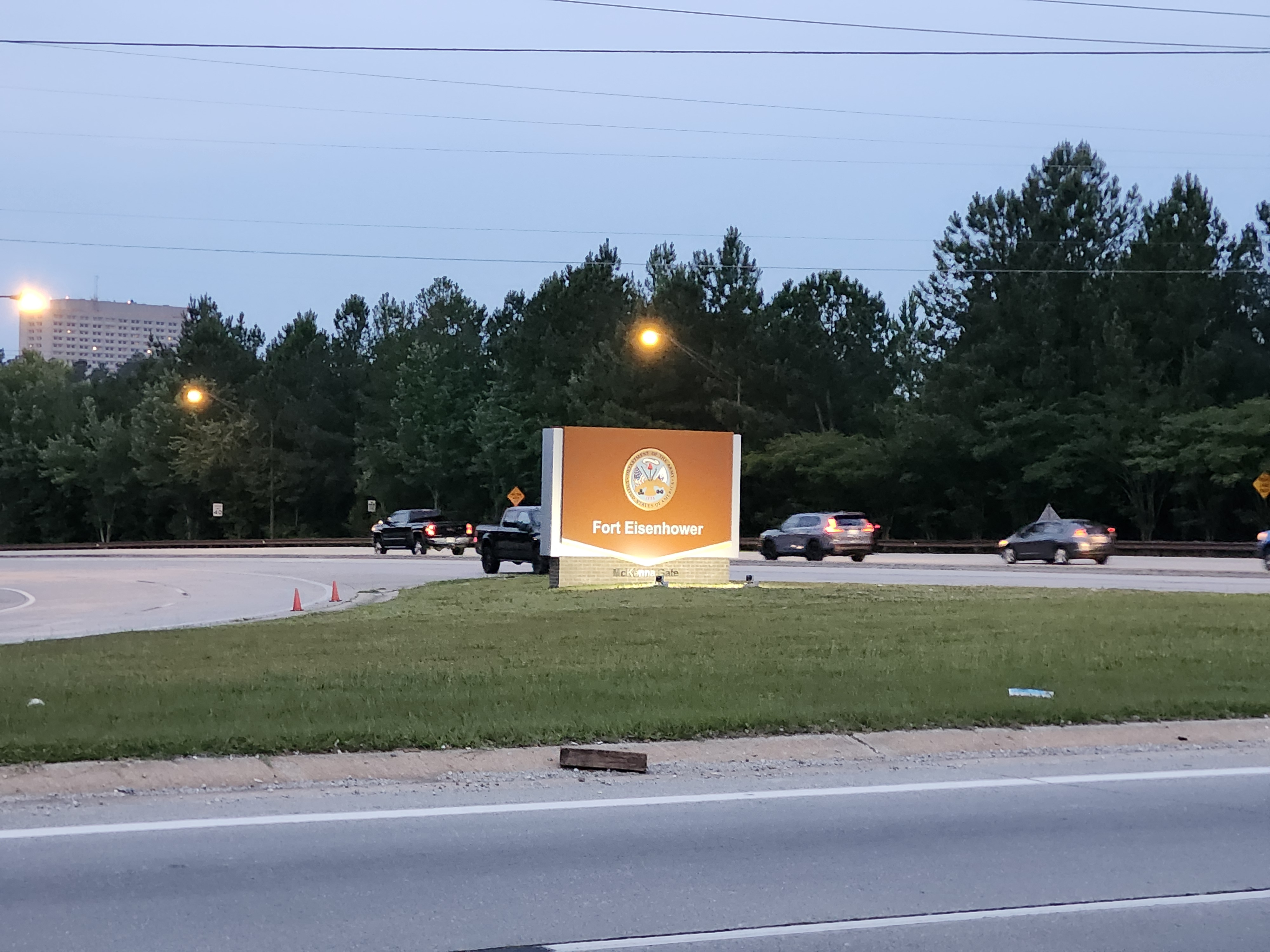
В'їзний КПП на базі Ейзенхауер
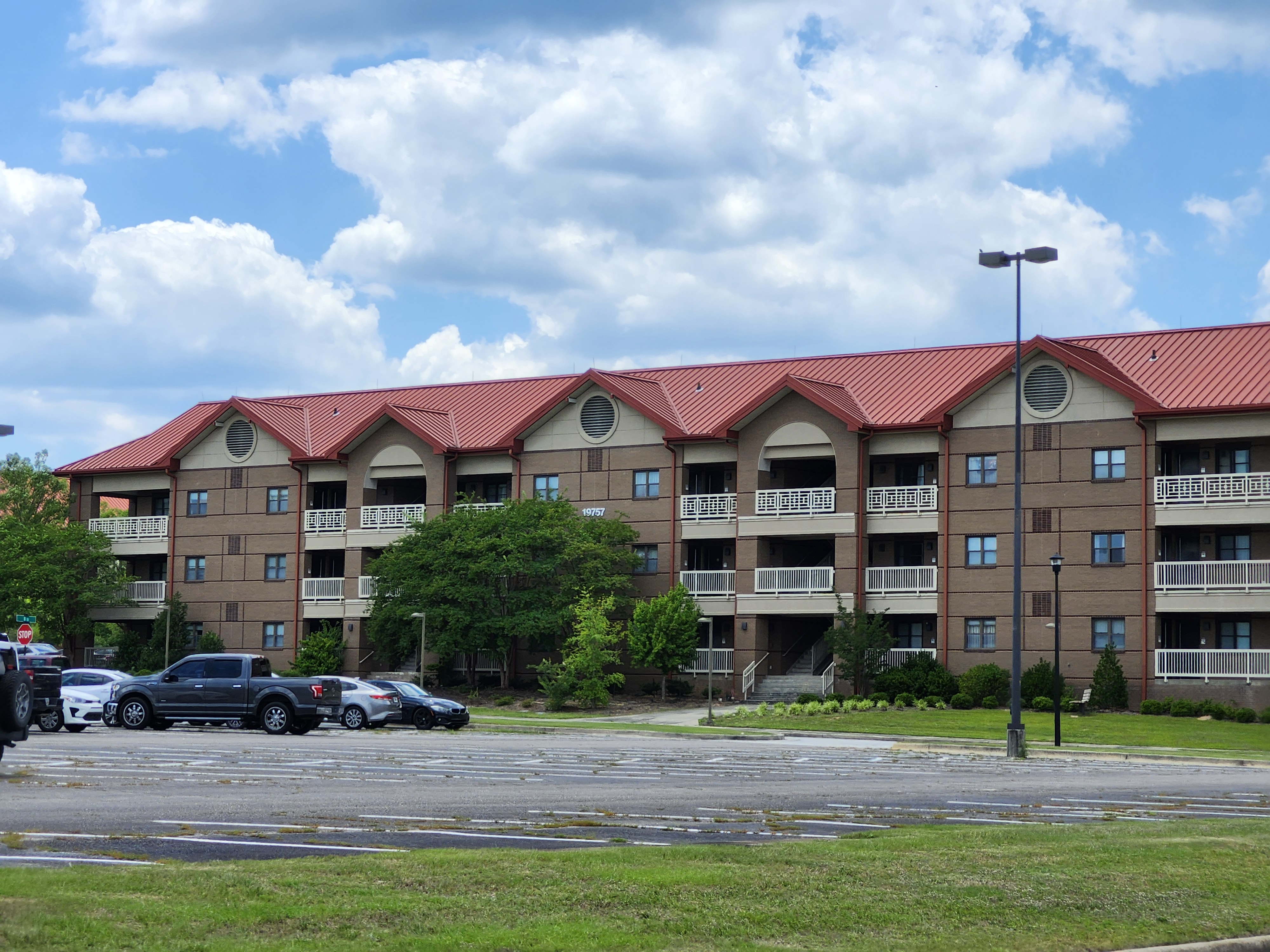
Казарми на базі
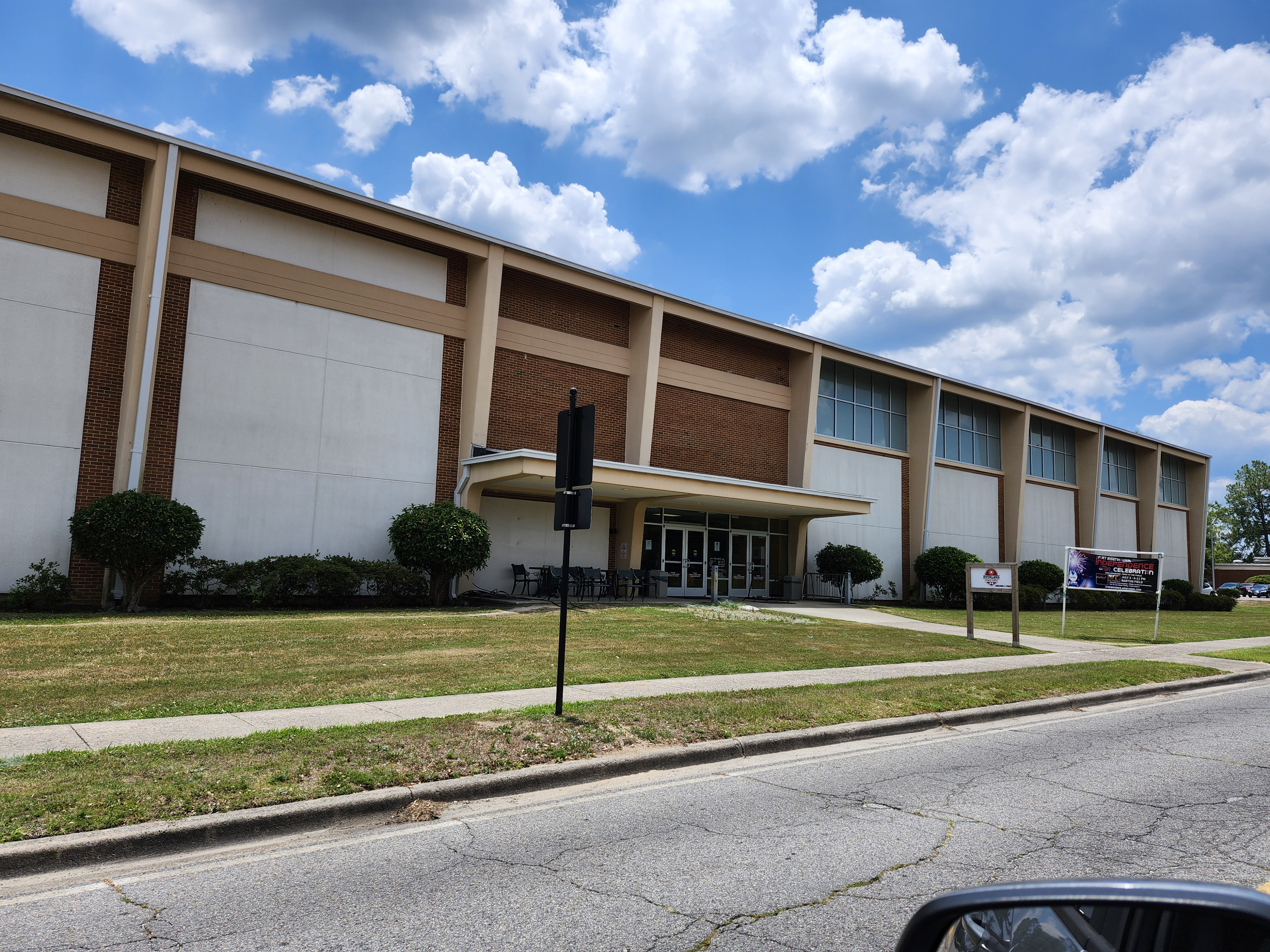
Спортивний зал на базі Ейзенхауер
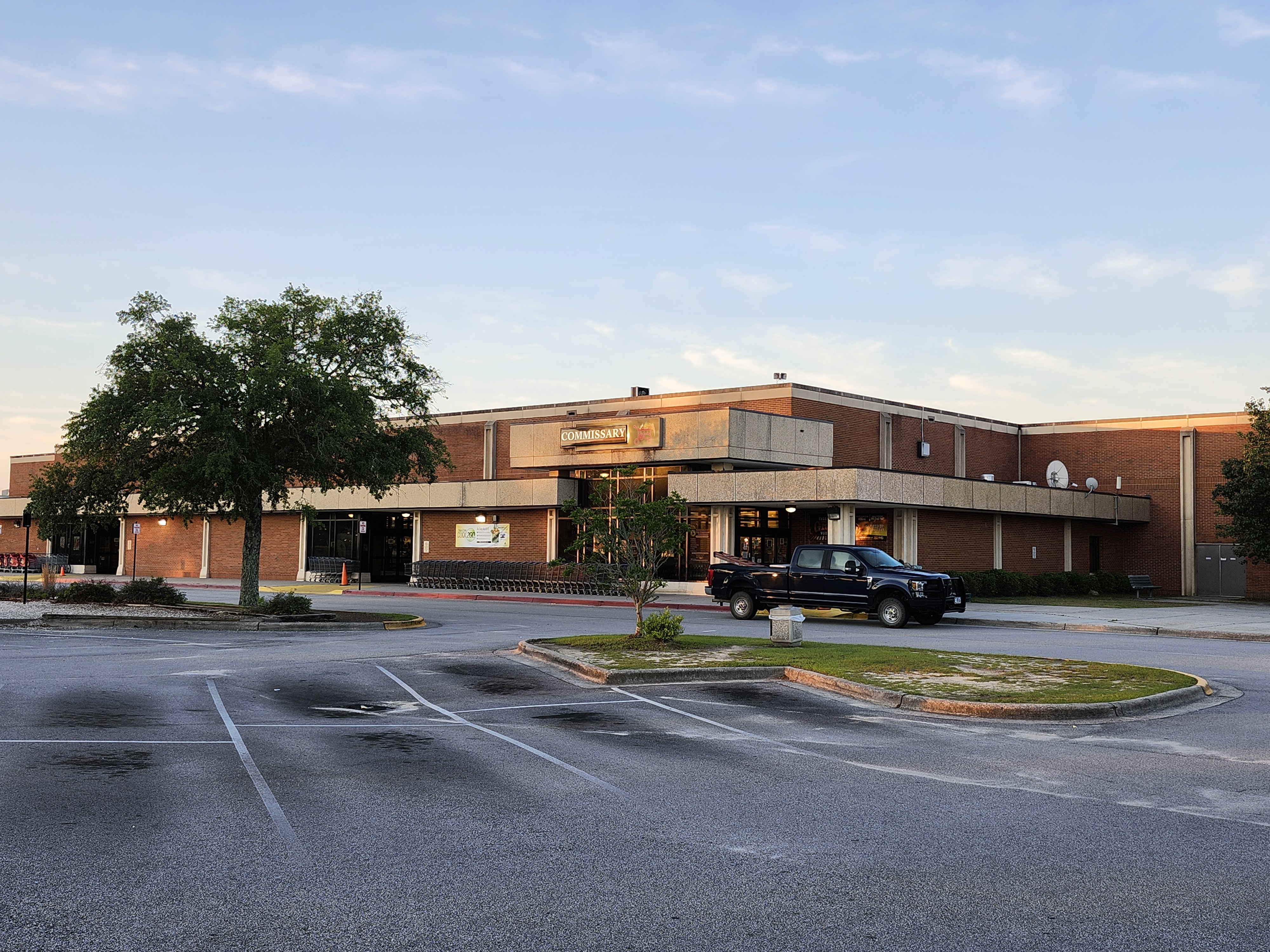
Магазин типу «комісарі» на базі Ейзенхауер
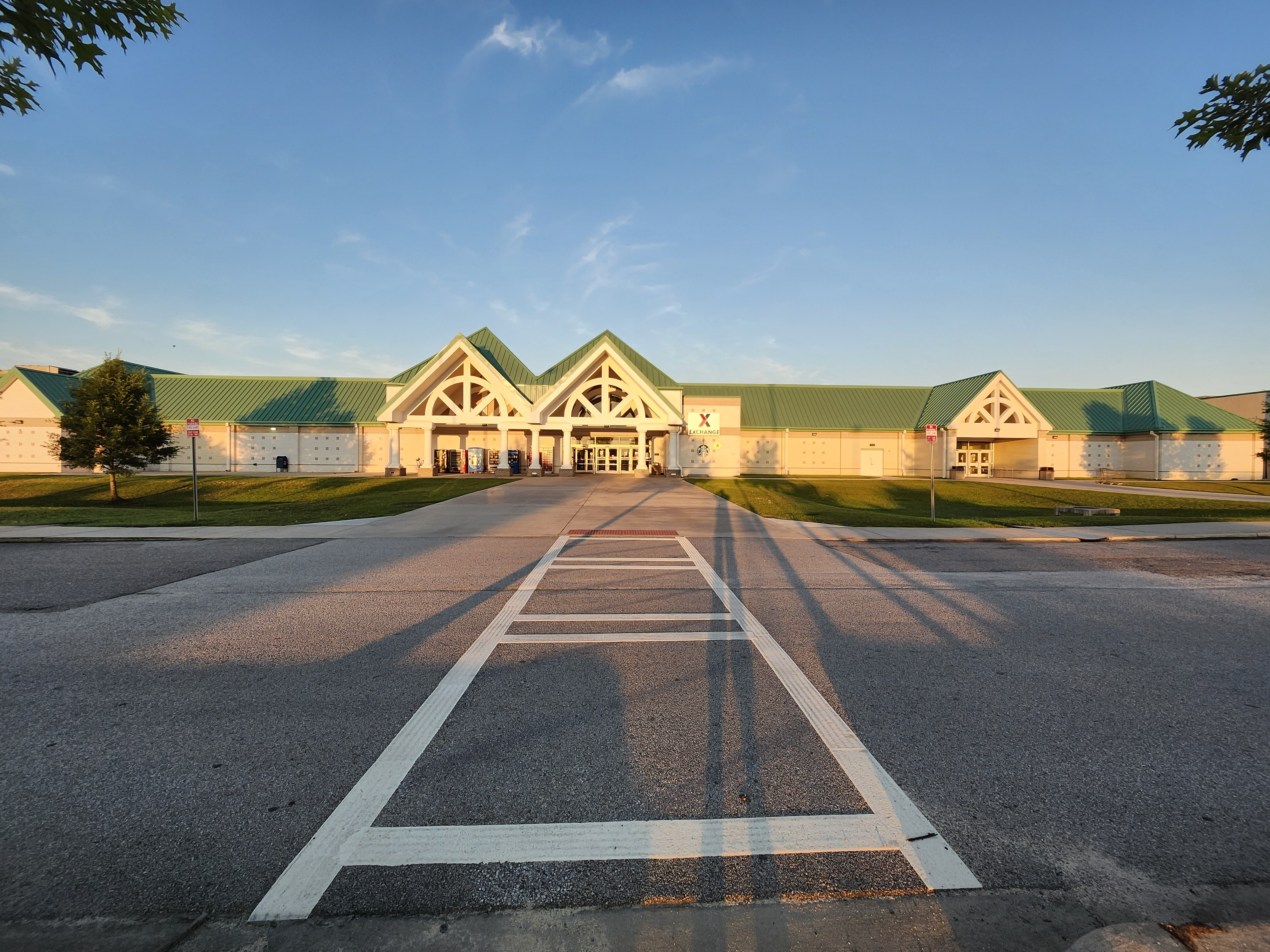
Магазин типу «PX» на базі Ейзенхауер
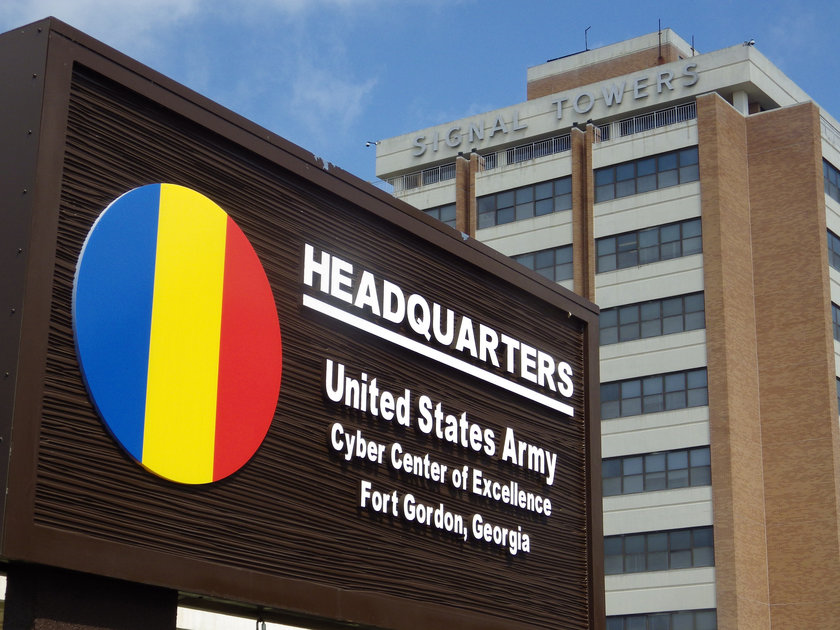
Штаб-квартира кіберцентру передового досвіду
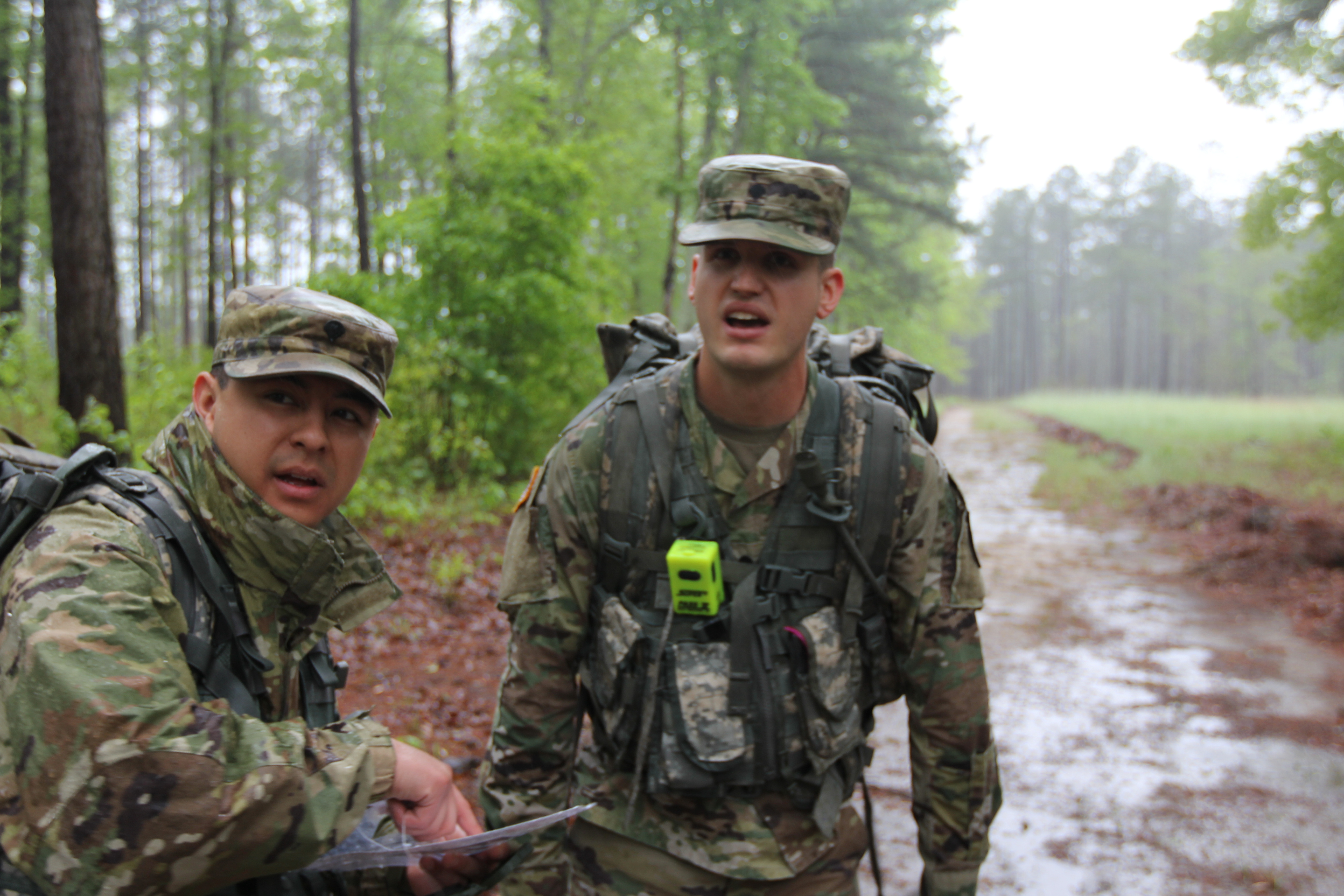
Американські солдати на тактичних змаганнях
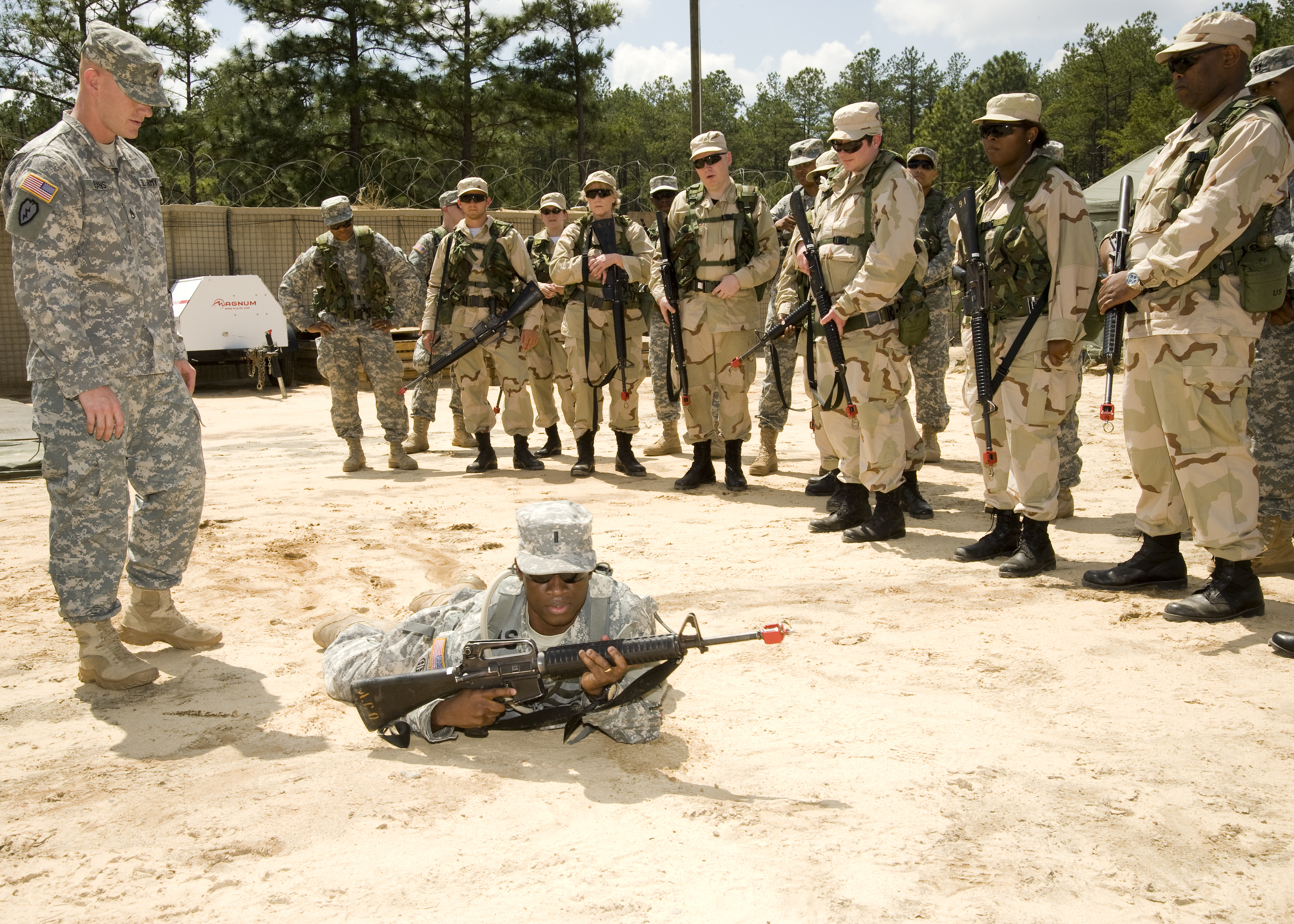
Цивільні жителі Огасти проходять тренінг з армійського життя за програмою «Огаста в армійських черевиках»
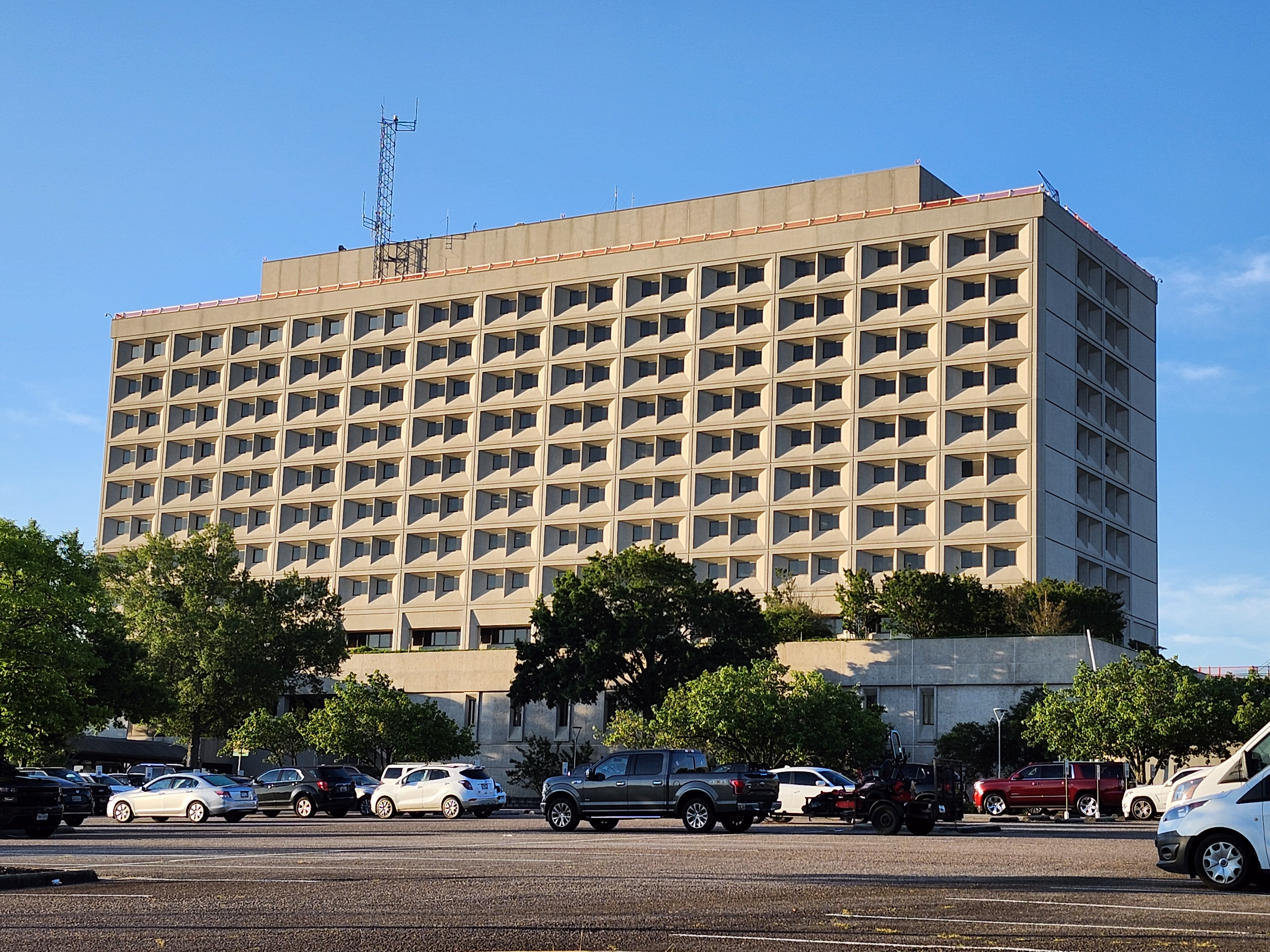
Медичний центр армії США імені Дуайта Д. Ейзенхауера
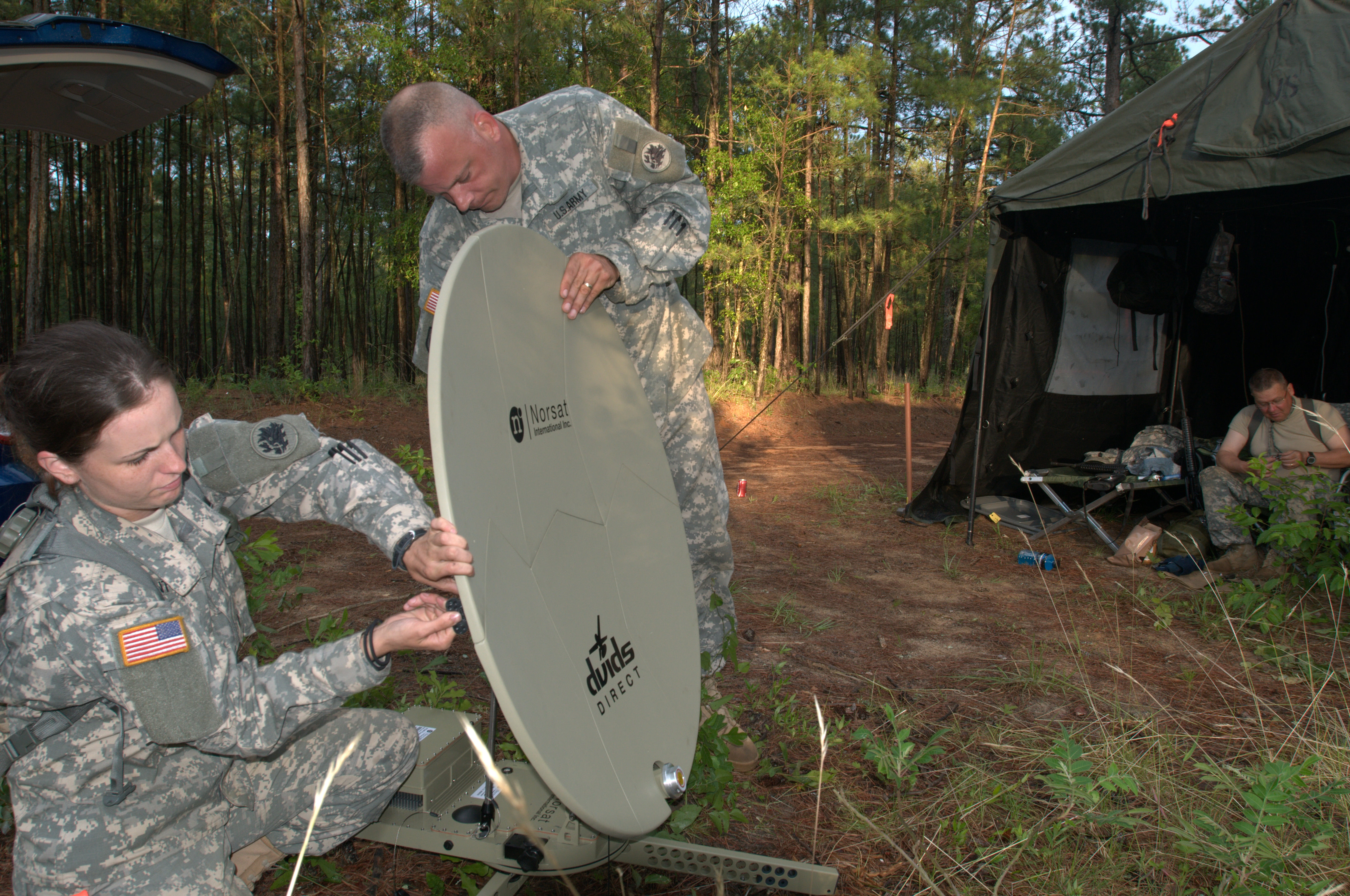
Розгортання переносної системи супутникового зв'язку тими, хто навчається
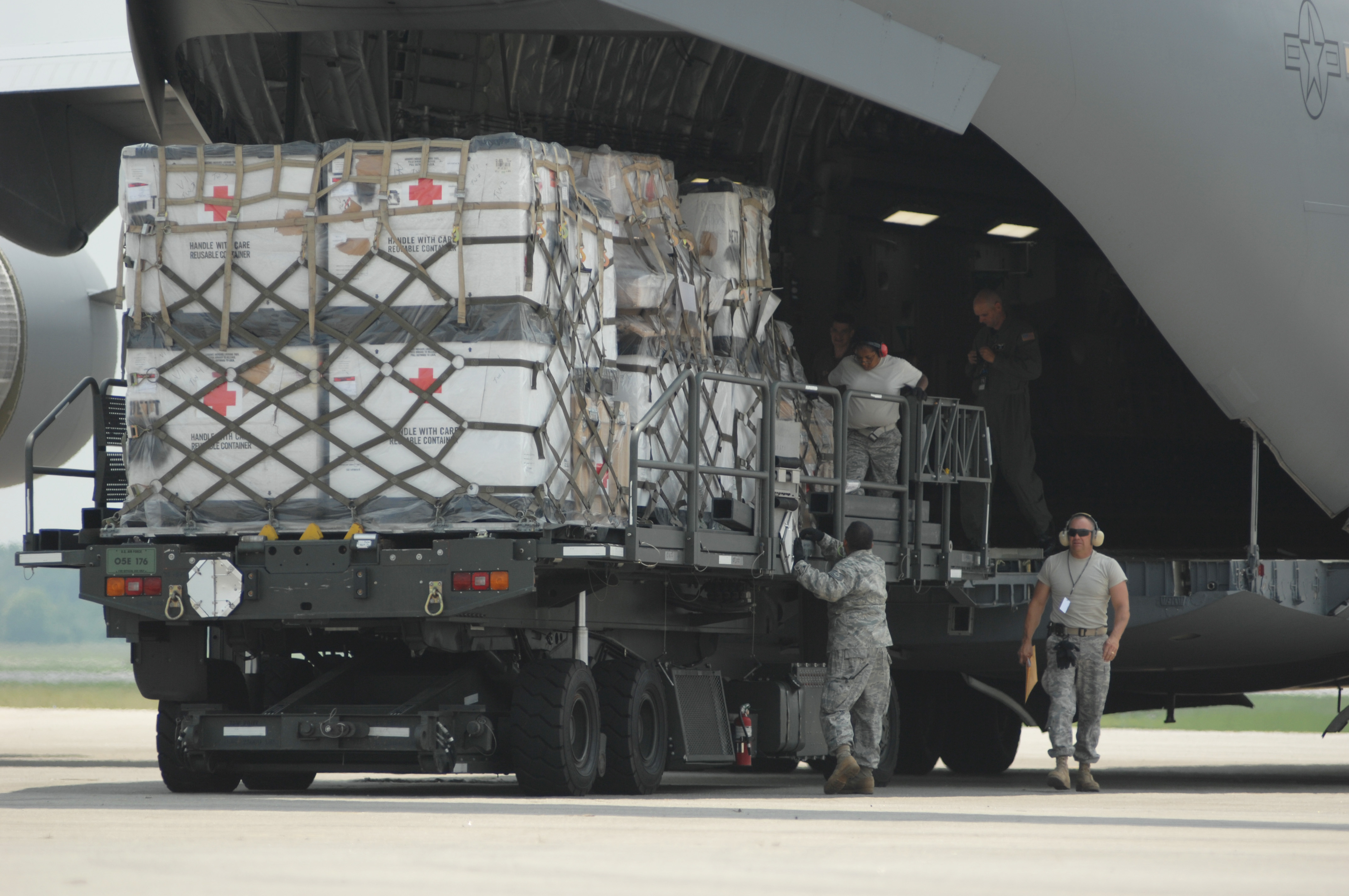
Тренування у завантаженні медичного майна на борт військово-транспортного літака C-17 «Глоубмайстер» III